# Coluber aurigulus
Espèce
Synonymes
- Drymobius aurigulus Cope, 1861
- Masticophis aurigulus (Cope, 1861)

Statut de conservation UICN

 LC  : Préoccupation mineure
Coluber aurigulus est une espèce de serpents de la famille des Colubridae.

## Répartition
Cette espèce est endémique de l'État de Basse-Californie du Sud au Mexique.

## Taxiomie
La sous-espèce Coluber aurigulus barbouri a été élevée au rang d'espèce par Grismer en 1999.

## Publication originale
- Cope, 1861 : Contributions to the ophiology of Lower California, Mexico and Central America. Proceedings of the Academy of Natural Sciences of Philadelphia, vol. 13, p. 292-306 (texte intégral).